# Zwavel-jodiumcyclus

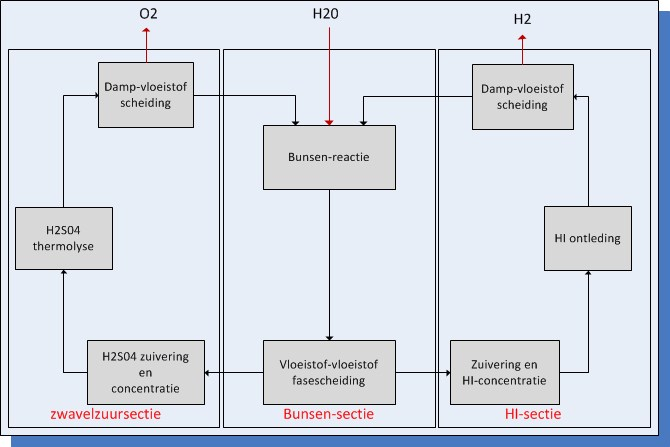
schema van de zwavel-jodiumcyclus

De zwavel-jodiumcyclus is een thermochemisch proces om waterstofgas te bereiden. De cyclus voor waterstofproductie bestaat uit drie chemische reacties, die globaal gezien waterstofgas en zuurstofgas opleveren uit water.
- De eerste reactie, ook wel de Bunsen-reactie genoemd, verloopt bij 120°C en is exotherm:

{\displaystyle {\ce {2H2O + SO2 + I2 -> H2SO4 + 2HI}}}
Het reactieproduct is een mengsel van water, zwavelzuur, di-jood en waterstofjodide, dat uit twee niet-mengbare vloeistoffasen bestaat; een die rijk is aan zwavelzuur en een die rijk is aan HI en I2. Deze worden gescheiden en afzonderlijk behandeld in de zwavelzuursectie en de HI-sectie:
- De tweede reactie in de zwavelzuursectie verloopt bij 830°C en betreft een thermolyse van het in de eerste reactie ontstane zwavelzuur. Hierbij wordt zuurstofgas gevormd:

{\displaystyle {\ce {2H2SO4 -> 2SO2 + 2H2O + O2}}}
- De derde reactie in de HI-sectie is de ontleding van waterstofjodide, die verloopt bij 400°C en waarbij waterstofgas ontstaat:

{\displaystyle {\ce {2HI -> I2 + H2}}}
De tweede en derde reacties zijn endotherm.
Aangezien het hier over een cyclus gaat, kunnen bepaalde reagentia hergebruikt worden: het in stap 2 gevormde zwaveldioxide en het in stap 3 gevormde I2 worden gebruikt als voeding voor stap 1. De netto-reactie is dus
{\displaystyle {\ce {2H2O -> O2 + 2H2}}}
zodat zonder bijproducten twee moleculen water met thermische energie omgezet worden in 2 moleculen waterstof en 1 molecule zuurstof.
De praktische uitvoering van deze cyclus stelt een aantal uitdagingen; de thermolyse van zwavelzuur vereist veel warmte en vanwege de combinatie van hoge temperatuur en corrosieve (zure) reagentia zijn hoogwaardige materialen nodig. De nodige warmte kan geleverd worden door een kernreactor of uit zonne-energie.